# Рожеві фламінго
«Рожеві фламінго» (англ. Pink Flamingos) — американська трансгресивна кримінальна гротескна комедія 1972 року, режисером, сценаристом і продюсером якої став Джон Вотерс. Фільм є частиною так званої «Трилогії трешу», в яку також входять «Жіночі проблеми» (1974) і «Життя в розпачі» (1977). Головну роль в картині виконує скандальна дреґ-квін Дівайн.
Незважаючи на рясну кількість сцен, що зображують ексгібіціонізм, вуайєризм, гомосексуальність, онанізм, обжерливість, блювання, зґвалтування, інцест, вбивства, канібалізм та інше, фільм став культовим.

## Сінопсис
Моторошна, гротескна Бебс Джонсон живе в лісі в трейлері зі своїм неповноцінним сином Крекерсом і огидною мамою Еді, схибленою на яйцях. Всі згодні, що Бебс — сама «брудна тварюка в цьому світі»; її статус викликає заздрість торговців дітьми на чорному ринку. Вони дають обітницю, що будуть ще «брудніше», ніж їх суперниця. Починається змагання, що включає підпал, скотоложество, канібалізм, кастрацію і копрофагію.

## У ролях
- Джон Вотерс — оповідач
- Дівайн — Бебс Джонсон
- Девід Локари — Реймонд Марбл
- Мінк Стоул — Конні Марбл
- Мері Вівіан Пірс — Коттон
- Денні Міллс — Крэкерс
- Едіт Мессі — Іди
- Куки Мюллер — Куки
- Чаннінг Уилрой — Ченнінг
- Пол Свіфт — продавець яєць